# Sericosoma irwini
Sericosoma irwini är en tvåvingeart som beskrevs av Hall 1976. Sericosoma irwini ingår i släktet Sericosoma och familjen svävflugor. Inga underarter finns listade i Catalogue of Life.